# Bella Mazcuerrana
Bella Mazcuerrana es el nombre de una variedad cultivar de manzano (Malus domestica). Esta manzana está cultivada en la colección de germoplasma de manzanas del CSIC. Así mismo está cultivada en diversos viveros entre ellos algunos dedicados a conservación de árboles frutales en peligro de desaparición. Esta manzana es originaria de Cantabria, donde tuvo su mejor época de cultivo comercial antes de la década de 1960, y actualmente en menor medida aún se encuentra.

## Sinónimos
- "Manzana Bella Mazcuerrana".[6][8][9]

## Historia
Cantabria presenta unas condiciones de clima y de suelos excelentes para el cultivo del manzano. De hecho, hasta mediados del siglo XX Cantabria tenía una gran variedad de manzanas tradicionales que surtían la demanda de manzanas de mesa en la zona. A partir de la década de 1960 estas fueron decayendo paulatinamente en su comercialización, en detrimento de variedades selectas extranjeras que dominan el mercado actual. Hay varias manzanas tradicionales que se están intentando recuperar por el CIFA, en Muriedas (Centro de Investigación y Formación Agraria de Cantabria).
'Bella Mazcuerrana' está considerada incluida en las variedades locales autóctonas muy antiguas, cuyo cultivo se centraba en comarcas muy definidas. Se caracterizaban por su buena adaptación a sus ecosistemas y podrían tener interés genético en virtud de su adaptación. Se encontraban diseminadas por todas las regiones fruteras españolas, aunque eran especialmente frecuentes en la España húmeda. Estas se podían clasificar en dos subgrupos: de mesa y de sidra (aunque algunas tenían aptitud mixta).
'Bella Mazcuerrana' es una variedad mixta, clasificada como de mesa, también se utiliza en la elaboración de sidra; difundido su cultivo en el pasado por los viveros comerciales y cuyo cultivo en la actualidad se ha reducido a huertos familiares y jardines privados.

## Características
El manzano de la variedad 'Bella Mazcuerrana' tiene un vigor alto; florece a inicios de mayo; tubo del cáliz de pequeño a muy pequeño y cónico, y con los estambres insertos por su mitad.
La variedad de manzana 'Bella Mazcuerrana' tiene un fruto de tamaño medio; forma esfero-cónica, y con contorno irregular; piel semi-fina; con color de fondo amarillo, sobre color ausente, acusa punteado pequeño, ruginoso y con placas aisladas, y una sensibilidad al "russeting" (pardeamiento áspero superficial que presentan algunas variedades) débil; pedúnculo corto, leñoso y algo pubescente, anchura de la cavidad peduncular es poco ancha, profundidad de la cavidad pedúncular con profundidad no acusada, con chapa ruginosa en el fondo, borde irregular y semi-globoso, y con importancia del "russeting" en cavidad peduncular medio; anchura de la cavidad calicina relativamente ancha, profundidad de la cav. calicina casi superficial, fondo con roseta perlada, borde irregularmente ondulado, y con importancia del "russeting" en cavidad calicina débil; ojo pequeño, cerrado; sépalos partidos, intensamente verdes y tomentosos.
Carne de color blanco-crema; textura crujiente, jugosa; sabor acidulado; corazón ancho, bulbiforme; eje abierto; celdas alargadas e irregulares; semillas pequeñas y de puntas agudas.
La manzana 'Bella Mazcuerrana' tiene una época de maduración y recolección mediana en el otoño, se recolecta desde finales de agosto hasta finales de septiembre. Tiene uso mixto pues se usa como manzana de mesa fresca, y también como manzana para elaboración de sidra.